# Муратбаев (село)
Муратбаев (каз. Мұратбаев, до 1997 г. — 30 лет Казахстана) — село в Казалинском районе Кызылординской области Казахстана. Административный центр Муратбаевского сельского округа. Находится примерно в 7 км к юго-западу от районного центра, посёлка Айтеке-Би. Код КАТО — 434450100.

## Население
В 1999 году население села составляло 1329 человек (670 мужчин и 659 женщин). По данным переписи 2009 года, в селе проживало 1640 человек (847 мужчин и 793 женщины).